# Мари Дорен-Абер
Марѝ Дорѐн-Абѐр (на френски: Marie Dorin-Habert, родена на 19 юни 1986 г. в Лион) е френска биатлонистка.
Тя е олимпийска вицешампионка в щафетата през 2010 г. и 5-кратна световна шампионка благодарение на титлите ѝ в спринта и преследването през 2015 г., смесената щафета, индивидуалното и масовия старт през 2016 г.

## Личен живот
През юни 2011 г. се омъжва за Луи Абер, също член на френския отбор по биатлон. Стават родители на дъщеря си Адел в края на 2014 г.

## Кариера

### Ранна кариера
След като първоначално практикува ски-бягане, Мари се преориентира към биатлон през 2000 г. Тя прави дебюта си на Европейска купа по биатлон през 2003 г. по време на спринт в Риднаун-Вал Ридана.
На 28 март 2009 г., седмица след първото ѝ влизане в топ 10, французойката се качва и на първия си подиум на Световната купа в преследването в Ханти-Мансийск, оставайки зад германката Магдалена Нойнер и италианката Микаела Понца.

### Олимпиадата във Ванкувър
На 13 февруари 2010 г., тя печели бронзов медал в спринта на Зимните олимпийски игри във Ванкувър, изненадвайки с представянето си и със стрелба 10 от 10. После на щафетата, заедно със Сандрин Баи, Силви Бекар и Мари Лор Брюне, успява да вземе сребърен медал, оставайки зад себе си отбора на Германия.

### Трудното време на утвърждаване
През сезон 2010 – 2011 г., нейните първи резултати не потвърждават очакванията след постигнатото на олимпиадата. Тя често остава зад сънародничката си Мари Лор Брюне. Но в стартовете във Форт Кент и Преск Айл през февруари, постигайки и много добра стрелба, тя успява да се качи на подиума и завършва втора в преследването в [Преск Айл] на 6 февруари 2011., а после, пак в преследването, но във Форт Кент, остава 3-та.
През март 2011 г. тя започва с 3-то място световното първенство в Ханти-Манскийск в смесената щафета, в отбор с Мари Лор Брюне, Мартен Фуркад и Алекси Бьоф. На индивидуалните стартове, тя завършва 8-а в спринта, а в последвалото преследване остава 15-а. После на индивидуалното завършва 6-а. По време на масовия старт, тя е в лидерски позиции до последната стрелба, където обаче допуска грешка и остава без шансове да се бори за медал и завършва 8-а. На финалния ден, на дамската щафета, тя поема 3-та, но впоследствие се изкачва едно място нагоре и спечелва среброто. Със 726 точки, тя за пръв път в кариерата си завършва в топ 10 (7-а) на класирането за Големия Кристален глобус. Тя бива също и 10-а в класирането за Малките Глобуси в дисциплините спринт индивидуално. В класирането за преследване тя остава 7-а.
След серия без нито едно класиране на подиум през сезон 2011 – 2012 г., края на ѝ идва още в началото на сезон 2012 – 2013 г. На 15 декември 2012 г. тя завършва трета на преследването в Поклюка след пето място в спринта.
Тя остава разочарована от представянето си на световното първенство през 2013 г. в Нове Место, където остава 18-а в спринта, 16-а в преследването, 9-а на индивидуалното и масовия старт. В щафетата френския отбор завършва 6-и. Без медал дотогава от първенството, тя успява да вземе среброто на смесената щафета в отбор с Мари Лор Брюне, Алекси Бьоф и Мартен Фуркад.
На 2 март 2013 г., тя се качва на втория си подиум този сезон на преследването в Осло, оставайки зад недостижимата Тора Бергер. След 4-то място на спринта в Сочи, тя завършва сезона с 18-о място в спринта и 4-то в преследването в Ханти-Мансийск. На масовия старт, с най-бързо ски-бягане, тя остава втора зад Габриела Коукалова. С тези си резултати, успява да се изкачи до 4-то място в крайното класиране за Световната купа, оставайки на 17 точки зад Андреа Хенкел. В класирането за Малката световна купа в дисциплината преследване тя влиза на подиума с 3-то място, зад Тора Бергер и Андреа Хенкел, за спринта и масовия старт тя остава 4-та, а за индивидуалното тя завършва 11-а.
По време на първата спирка от Световната купа в сезон 2013 – 2014 г., в Йостерсунд, Мари Дорен си контузва глезена извън състезание Затова тя пропуска френската спирка от световната купа в Анси ле-Гранд. Тя даже не е сигурна дали ще е здрава и във форма да участва на олимпиадата. Впоследствие тя е готова да се завърне още в Антхолц-Антерселва, като бива записана за щафетата, която обаче не се провежда поради лоши климатични условия.
В първата от дисциплините на олимпиадата в Сочи, спринта, тя завършва 20-а, въпреки чистата и стрелба. На преследването тя завършва 14-а. Участва и на индивидуалното, където завършва 39-а. Не се класира за масовия старт.
На масовия старт в Осло, където завършва 3-та, тя обявява, че е бременна.
Мари Дорен отсъства до месец януари. На 14 декември, едва седмици след раждането на дъщеря си, тя обявява, че ще се завърне на пистата още в Оберхоф. На 7 март, 2 месеца след завръщането ѝ, печели спринта на Световното първенство в Контиолахти с 9 от 10 свалени мишени. На следващия ден печели и преследването, оставяйки зад себе си Лаура Далмайер и Вероника Новаковска, въпреки 3-те си грешки в стрелбата. Тя завършва първенството с 2 сребърни медала в смесената и дамската щафета.

### Сезон 2015 – 2016
През сезон 2015 – 16 тя потвърждава добрата форма, която неочаквано показва в Контиолахти. Още в Йостерсунд, тя започва с 2-ро, 6-о, 4-то място съответно в индивидуалното, спринта и преследването.
След посредствено представяне в Хохфилцен, със само едно влизане в десетката, тя печели спринта в Поклюка, остава втора в преследването въпреки чистата си стрелба. В дългия 8-дневен престой в Руполдинг, където биват проведени състезания два пъти заради лоши климатични условия в Оберхоф, прави прилично, но не достатъчно добро представяне – влиза на подиума единствено на първия масов старт; в останалите стартове се класира между 5-о и 12-о място.
В Антхолц след 6-о място в спринта, в преследването се срива с 4 грешки в стрелбата до 26-о място.
В Кенмор стрелковата криза от Антхолц се пренася – на спринта допуска 4 грешки и остава в края на 30-цата. Едва на масовия старт тя завършва втора след Вирер, въпреки стрелбата ѝ 19/20. Представянето ѝ в масовия Канада се пренася и в другата американска спирка от Световната купа, в Преск Айл – 4-то и 3-то място съответно в спринта и преследването.
След това идва пика на формата ѝ на Световното първенство в Осло Холменколен. Там тя взима злато в смесената щафета в отбор с Мартен Фуркад, Кентан Филон Майе и Анаис Бескон; после продължава с бронз и сребро съответно в спринта и преследването; на индивидуалното французойките окупират първото място – Мари Дорен печели със 16 секунди пред Анаис Бескон. На дамската щафета в тя поема от сънародничката си Анаис Шевалие на 28 секунди зад Норвегия и на 3 зад Германия. Тя прави много силен пост, но това стига единствено за сребро – остава на 5 секунди зад Норвегия. А на финалното състезание – масовия старт, тя печели петия си златен медал от световни първенства с чиста стрелба и разлика от едва 7 секунди пред втората Далмайер.

### Сезон 2016 – 2017
Тя стартира сезон 2016 – 17 г. с победа в индивидуалната смесена щафета в отбор с Мартен Фуркад. В първото индивидуално състезание – 15 км индивидуален старт, тя завършва на разочароващото 19-о място. Обаче на спринта тя вдига нивото и го печели с чиста стрелба и прилично бягане. В последвалото преследване тя допуска цели 6 грешки и остава едва 7-а. На дамската щафета тя поема от Селиа Емоние наравно с Германия, но въпреки аванса си след първа стрелба и чиста без допълнителни патрони втора, тя бива застигната и изпреварена на финална обиколка. Лаура я оставя на цели 10 секунди зад себе си. Франция е в състав Анаис Шевалие, Жустин Бреза, Селиа Емоние и Мари Дорен.
В спринта в Поклюка тя стреля 9/10, но поради бавно ски-бягане тя остава 17-а. Но в преследването с 19/20 тя успява да се изкачи до 4-то място.
Неубедителното ски-бягане се пренася и в Нове Место – 11-а в спринта и 7-а на масовия старт със съответно 1 грешка и 2 грешки. На преследването обаче старото ски-бягане се показва завършва 5-а въпреки трите си грешки.
На старта в Оберхоф тя успява да направи успешни спринт и преследване – съответно 3-то и 1-во място. На масовия старт беговата форма се пренася, но Мари Дорен допуска цели 7 грешки в трудните климатични условия и завършва 14-а. Така за пръв път през сезона тя влиза 2 пъти на подиум в един старт от Световната купа.

## Резултати

### Олимпийски игри
2 медала (1 сребърен, 1 бронзов)
| Event          | Индивидуално | Спринт | Преследване | Масов Старт | Щафета | Смесена щафета |
| -------------- | ------------ | ------ | ----------- | ----------- | ------ | -------------- |
| 2010 Ванкувър  | 51-во        | Бронз  | 17-о        | 16-о        | Сребро | н/д            |
| 2014 Сочи      | 39-о         | 20-о   | 14-о        | —           | DNF    | 6-а            |
| 2018 Пьонгчанг | -            | 4-то   | 27-о        | 9-о         | Бронз  | Злато          |

* Смесената щафета бе добавена на Олимпийските игри в Сочи.

### Световни първенства
15 медала (5 златни, 7 сребърни, 3 bronze)
| Event               | Спринт | Преследване | Индивидуално | Масов старт | Щафета | Смесена щафета |
| ------------------- | ------ | ----------- | ------------ | ----------- | ------ | -------------- |
| 2009 Пьонгчанг      | 33-то  | 42-ро       | 18-о         | —           | Бронз  | —              |
| 2011 Ханти-Мансийск | 6-о    | 8-о         | 15-о         | 8-о         | Сребро | Бронз          |
| 2012 Руполдинг      | 4-то   | 9-о         | 9-о          | 6-о         | Сребро | 11-о           |
| 2013 Нове Место     | 9-о    | 18-о        | 16-о         | 9-о         | 6-о    | Сребро         |
| 2015 Контиолахти    | Злато  | Злато       | —            | 8-о         | Сребро | Сребро         |
| 2016 Осло           | Сребро | Бронз       | Злато        | Злато       | Сребро | Злато          |

### Индивидуални победи
7 победи (3 Сп, 2 Пр, 1 Ин, 1 МС)
| Сезон                               | Дата             | Място       | Дисциплина          | Ниво                |
| ----------------------------------- | ---------------- | ----------- | ------------------- | ------------------- |
| 2014/15 2 победи (1 Сп, 1 Пр)       | 7 март 2015      | Контиолахти | 7.5 км Спринт       | Световно първенство |
| 2014/15 2 победи (1 Сп, 1 Пр)       | 8 март 2015      | Контиолахти | 10 км Преследване   | Световно първенство |
| 2015/16 3 победи (1 Сн, 1 Ин, 1 МС) | 18 декември 2015 | Поклюка     | 7.5 км Спринт       | Световна купа       |
| 2015/16 3 победи (1 Сн, 1 Ин, 1 МС) | 9 март 2016      | Осло        | 15 км Индивидуално  | Световно първенство |
| 2015/16 3 победи (1 Сн, 1 Ин, 1 МС) | 13 март 2016     | Осло        | 12.5 км Масов старт | Световно първенство |
| 2016/17 2 победи (1 Sp, 1 Pu)       | 3 декември 2016  | Йостерсунд  | 7.5 км Спринт       | Световна купа       |
| 2016/17 2 победи (1 Sp, 1 Pu)       | 7 януари 2017    | Оберхоф     | 10 км Спринт        | Световна купа       |